# Bon Dieu ! (film)
Pour les articles homonymes, voir Bon Dieu.
Série
Oh, God! Book 2
(1980)
Pour plus de détails, voir Fiche technique et Distribution.
Bon Dieu ! (Oh, God!) est une comédie américaine fantastique réalisée par Carl Reiner, sorti en 1977.

## Synopsis
Dieu apparaît à un simple employé de supermarché et fait de lui le messager de sa parole pour le monde moderne...

## Fiche technique
- Titre français : Bon Dieu ![1]
- Titre original : Oh, God!
- Réalisation : Carl Reiner
- Scénario : Larry Gelbart, d'après Avery Corman
- Production : Jerry Weintraub
- Musique : Jack Elliott
- Photographie : Victor J. Kemper
- Montage : Bud Molin
- Direction artistique : Jack Senter
- Chef-décorateur : Stuart A. Reiss
- Pays de production :  États-Unis
- Langue : anglais
- Genre : fantastique/comédie
- Durée : 98 minutes
- Date de sortie : 
  - États-Unis : 7 octobre 1977
  - France : 21 février 1979

## Distribution
- George Burns : Dieu
- John Denver : Jerry Landers
- Teri Garr : Bobbie Landers
- Donald Pleasence : Docteur Harmon
- Ralph Bellamy : Sam Raven
- William Daniels : George Summers
- Barnard Hughes : Juge Baker
- Paul Sorvino : Révérend Willie Williams
- Barry Sullivan : Pasteur Reardon
- Dinah Shore : elle-même
- Carl Reiner : l'invité de Dinah Shore
- Jeff Corey : Rabbin Silverstone
- George Furth : Briggs
- David Ogden Stiers : M. McCarthy
- Moosie Drier : Adam Landers
- Connie Sawyer : Mme Green
- John Ashton : officier de police (non crédité)

## Distinctions
- Oscars 1978 :
  - Nomination à l'Oscar du meilleur scénario adapté
- Saturn Award 1978 :
  - Saturn Award du meilleur film fantastique
  - Saturn Award du meilleur acteur (George Burns)
  - Nomination au Saturn Award du meilleur réalisateur (Carl Reiner)
  - Nomination au Saturn Award du meilleur scénario (Larry Gelbart)
- Writers Guild of America Award 1978 :
  - Meilleur scénario adapté pour une comédie (Larry Gelbart)

## Suites
Oh, God! a connu deux suites, toujours avec George Burns dans le rôle de Dieu, Oh, God! Book 2 (1980, Gilbert Cates) et Oh, God! You Devil! (1984, Paul Bogart).